# Skåneländsk Samling
Skåneländsk Samling (SkS) var en förening som värnade om "skåneländsk natur och kultur - inklusive språk, historia och identitet. Föreningen arbetar för regionens ekonomiska och politiska framtid." Föreningen var en sammanslagning av Sällskapet Skånsk Samling och Föreningen Skånelands Framtid. Sammanslagningen av föreningarna skedde 29 april 2007. Medlemsantalet var april 2014 cirka 50. Föreningen lades ned den 1 juli 2018.

## Sällskapet Skånsk Samling
Sällskapet Skånsk Samling grundades 1937 av läraren, författaren och hembygdsforskaren Ernfrid Tjörne (1891–1981). Föreningen hade Skåneland som verksamhetsområde. Föreningen hade som syfte att vårda Skånelands säregna natur och kultur, såväl andlig som materiell, bevara naturområden, historiska byggnader, fornlämningar etc.
Vid mitten av 1950-talet hade föreningen omkring 500 medlemmar. Kung Gustaf VI Adolf var en av medlemmarna vid den tiden. Sällskapet Skånsk Samling nådde vissa politiska framgångar på 50-talet. Föreningen påverkade läroplanen för grundskolan att särskilt nämna betydelsen av undervisning av dansk historia i Skåneland.

## Föreningen Skånelands Framtid
Föreningen Skånelands Framtid grundades 1991 med mål att stärka identitet och kultur i Skåneland. Föreningen var i starten knuten till Stiftelsen Skånsk Framtid. Antalet medlemmar var ungefär lika stort som i Sällskapet Skånsk Samling.